# La Fontenelle (Loir-et-Cher)
La Fontenelle ist eine französische Gemeinde mit 207 Einwohnern (Stand: 1. Januar 2022) im Département Loir-et-Cher in der Region Centre-Val de Loire. Sie gehört zum Kanton Le Perche im Arrondissement Vendôme. Die Einwohner werden Fontenellois genannt.

## Geografie
Die Gemeinde La Fontenelle liegt in der Landschaft Le Perche, etwa 25 Kilometer westlich von Châteaudun an der Quelle des Flusses Egvonne. Hier entspringt auch das Flüsschen Couëtron. Umgeben wird La Fontenelle von den Nachbargemeinden Le Gault-du-Perche im Nordwesten und Norden, Le Poislay im Norden und Nordosten, Droué im Osten und Südosten, Boursay im Süden sowie Couëtron-au-Perche im Westen.

## Bevölkerungsentwicklung
| Jahr                       | 1962 | 1968 | 1975 | 1982 | 1990 | 1999 | 2010 | 2021 |
| -------------------------- | ---- | ---- | ---- | ---- | ---- | ---- | ---- | ---- |
| Einwohner                  | 409  | 364  | 297  | 218  | 208  | 185  | 196  | 204  |
| Quellen: Cassini und INSEE |      |      |      |      |      |      |      |      |

## Sehenswürdigkeiten

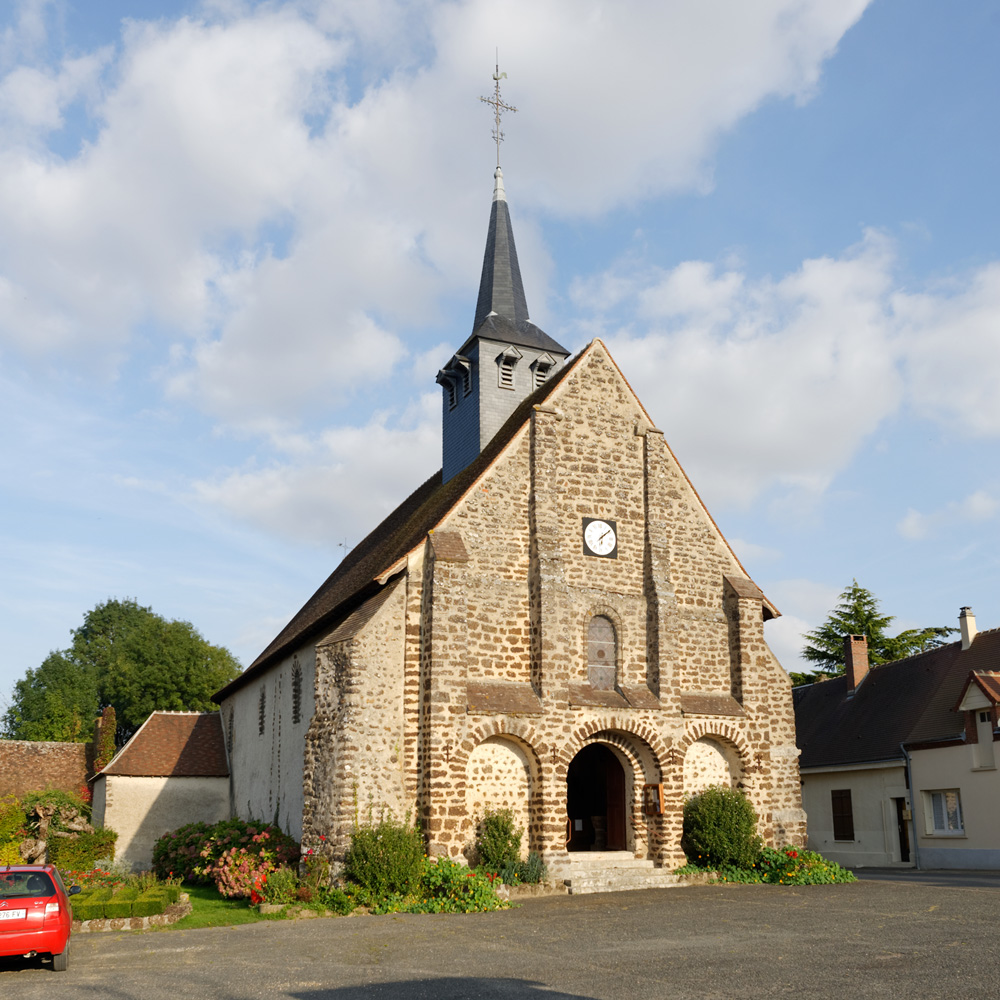
Kirche Saint-Loup-et-Saint-Gilles

- Kirche Saint-Loup-et-Saint-
- Schloss